# Westside Connection
Westside Connection var en amerikansk västkusthiphop och gangstarap-supergrupp från Los Angeles, Kalifornien, som bestod av Ice Cube, Mack 10 och WC. Gruppens debutalbum Bow Down nådde plats nummer #2 på Billboard 200-listan 1996, och fick platinacertifikat samma år.
Westside Connection började framträda tillsammans 1994, och var med på Mack 10's debutalbum Mack 10, på låten "Westside Slaughterhouse". Några månader senare återsamlades gruppen igen och var med på WC:s album Curb Servin', på sången "West Up!". Under den här tiden började gruppen arbeta på sitt debutalbum Bow Down, som släpptes den 22 oktober 1996.
Gruppens medlemmar fortsatte släppa solomaterial mellan gruppens arbete. Westside Connection producerade flera låtar, som släpptes på flera filmsoundtracks och samlingsalbum, bland annat "Bangin'" (från West Coast Bad Boyz II), "Let It Reign" (från Thicker than Water) och "It's the Holidaze" (från Friday After Next).
Den 9 december 2003 släpptes gruppens andra studioalbum Terrorist Threats, med huvudsingeln "Gangsta Nation", tillsammans med Nate Dogg.
2005 lämnade Mack 10 gruppen på grund av en konflikt med Ice Cube, och därefter upplöstes gruppen. Dock fortsatte Ice Cube och WC samarbeta, och har sedan dess dykt upp på varandras respektive album.

## Diskografi

### Studioalbum
- 1996 – Bow Down
- 2003 – Terrorist Threats